# Haghartsine (monastère)
Pour l’article homonyme, voir Haghartsin.
Le monastère de Haghartsine ou Haghardzine (en arménien Հաղարծին) est un monastère arménien situé dans le marz de Tavush, non loin de la localité du même nom, sur le territoire de la communauté rurale de Teghut. Il se dresse dans une petite vallée boisée reliée à celle de l'Aghstev, au nord-est de l'Arménie.
Un premier monastère est fondé au Xe - XIe siècle mais est saccagé lors des invasions seldjoukides. Il est refondé à la fin du XIIe siècle par le poète, musicien et musicologue Khatchatour Taronetsi, qui y établit une école de musique. Haghartsine se développe ensuite pendant le XIIIe siècle, malgré une interruption pendant les invasions mongoles, et reste occupé jusqu'à la soviétisation du pays en 1920. Il est restitué à l'Église apostolique arménienne après l'indépendance et fait depuis 2008 l'objet d'une restauration en profondeur.
Les principaux bâtiments du monastère sont Sourp Grigor (« Saint-Grégoire », Xe siècle) et son gavit (1213), Sourp Stepannos (« Saint-Étienne », 1244), Sourp Astvatsatsine (« Sainte-Mère-de-Dieu », 1281) et le réfectoire (1248).

## Situation géographique
Pour des articles plus généraux, voir Tavush et Gougark.

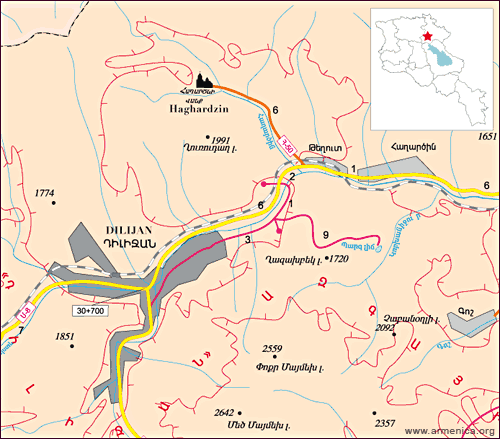
Situation de Haghardzine.

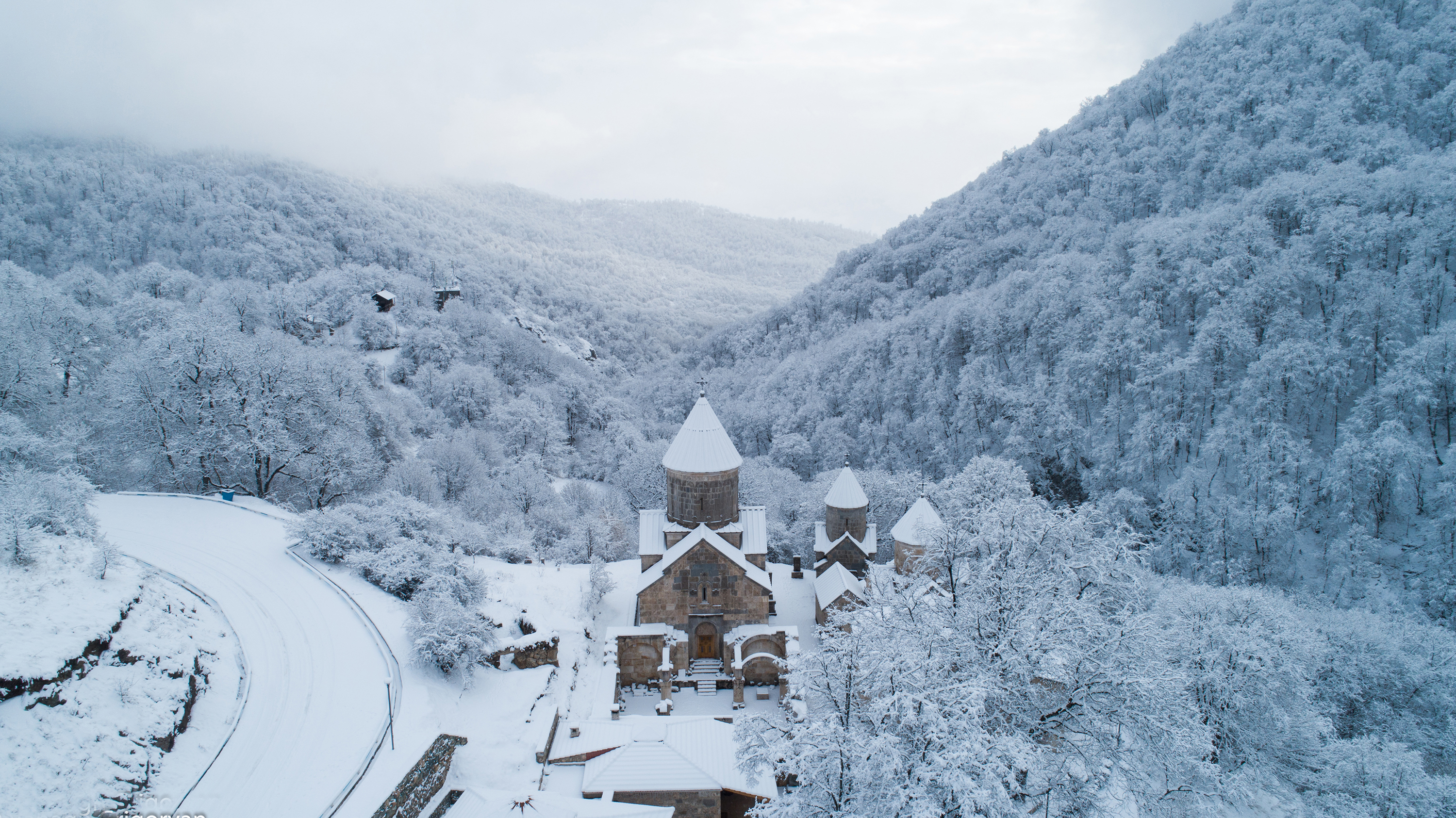
Haghartsine enneigé. Janvier 2021.

Le monastère est situé au creux d'une vallée boisée reliée à celle de l'Aghstev. Il se dresse à une altitude de 1 061 m non loin des monts Pambak, au nord-est du haut-plateau arménien et sur la bordure extérieure du Petit Caucase.
Son territoire relève de la communauté rurale de Teghut, non loin de celle de Haghartsine, dans le marz de Tavush, au nord-est de l'Arménie. La ville la plus proche, Dilidjan est à 18 km au sud. Haghartsine est également proche du monastère de Gochavank, avec lequel il a été comparé par l'UNESCO à l'ensemble formé par les monastères de Haghpat et de Sanahin, conjointement inscrits sur la liste du patrimoine mondial. Il existe en outre un projet de l'intégrer, avec ce même monastère, au parc national de Dilidjan, qui l'entoure intégralement.
Historiquement, Haghartsine est situé dans le canton de Varaznunik (par après Kolbopor) de la province de Gougark, une des quinze provinces de l'Arménie historique selon le géographe du VIIe siècle Anania de Shirak.

## Histoire
Pour un article plus général, voir Arménie zakaride.
Le monastère est attesté dès le Xe - XIe siècle et est probablement relié aux souverains du royaume de Lorri, les Kiourikides, des cadets bagratides : les fondations d'un mausolée abritant les tombes de trois d'entre eux ont été retrouvées sur les lieux. Ce premier établissement est cependant sérieusement endommagé lors des invasions seldjoukides du XIe siècle.

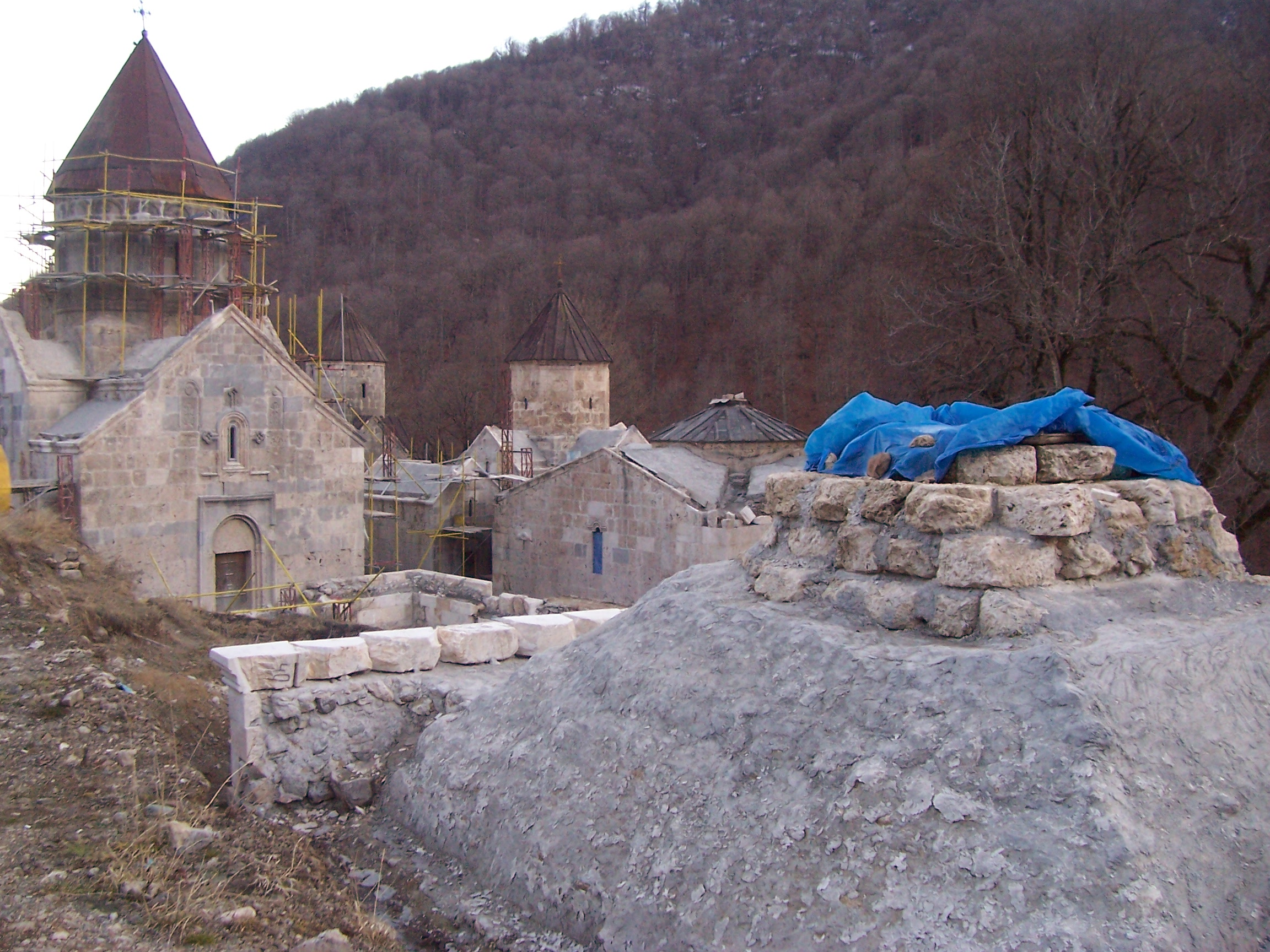
État des lieux en février 2009.

Haghartsin est refondé en 1184 par le poète, musicien et musicologue Khatchatour Taronetsi, avec l'aide du roi Georges III de Géorgie, qui lui accorde son estime, et des princes Zakarian. Khatchatour y fonde une école de musique, qui produit notamment un nouveau système de notation pour la liturgie arménienne. Les travaux de construction sont provisoirement arrêtés lors des invasions mongoles de la première moitié du XIIIe siècle, avant de reprendre.
Le monastère se maintient au fil des siècles et est restauré en 1671 et en 1681. Il est toutefois abandonné peu après la soviétisation du pays en 1920. En 1974, ses toitures sont refaites, et après l'indépendance, il est restitué à l'Église apostolique arménienne, qui y établit un prêtre en permanence.
En 2006, le site reçoit un visiteur, l'émir de Charjah Sultan bin Mohammed al-Qasimi, qui est impressionné par Haghartsine ; cette visite mène à la conclusion de deux accords au début 2008 prévoyant la rénovation en profondeur du monastère sous la supervision du catholicossat d'Etchmiadzin et sur financement du Hayastan All Armenian Fund, en grande partie grâce à une donation de l'émir,. Ces travaux ont débuté en avril 2008.

## Bâtiments
Pour un article plus général, voir Architecture arménienne.
Les principaux bâtiments du monastère sont Sourp Grigor et son gavit, Sourp Stepannos, Sourp Astvatsatsine et le réfectoire.

### Sourp Grigor
Sourp Grigor (« Saint-Grégoire ») est la plus ancienne des églises de Haghartsine ; probablement bâtie au Xe siècle, cette croix inscrite cloisonnée est restaurée en 1184 et est surmontée d'un tambour cylindrique à l'intérieur et octogonal à l'extérieur, soutenu par des trompes et coiffé d'un dôme pyramidal. Si son appareil est grossier à l'intérieur, il est soigné à l'extérieur. Sa façade méridionale est dotée d'un cadran solaire.
Le Katoghike, une mononef à voûte en berceau et à toit en bâtière, est érigé en 1194 contre la façade septentrionale de Sour Grigor. Elle contient probablement à son entrée la tombe de Khatchatour Taronetsi.
Contigu à la façade occidentale de Sourp Grigor, le gavit, remontant probablement à la fin du XIIe siècle mais reconstruit en 1213 par Ivanê Zakarian, est une salle à quatre colonnes supportant une coupole pyramidale à huit pans surmontée d'un erdik (type local de lanterneau) ; les plafonds des autres compartiments sont plats et ornés de rosettes, sauf à l'est où sont représentés trois personnages (deux sont identifiés comme étant l'intendant Siméon et le père Daniel). Le portail du gavit se situe à l'ouest et est orné d'un double chambranle complété d'inscriptions et surmonté d'une composition en croix centrée sur une fenêtre. Le mausolée kiourikide est contigu à sa façade méridionale.

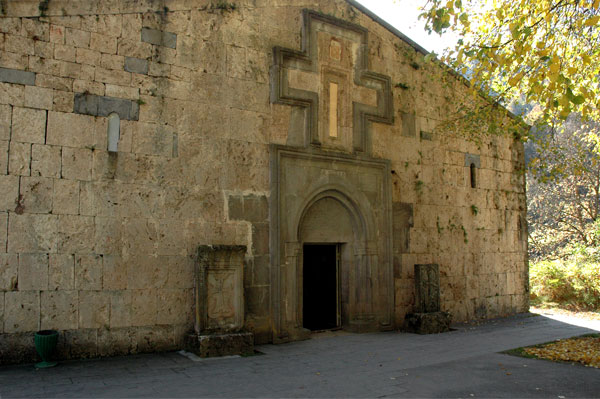
Façade occidentale du gavit.
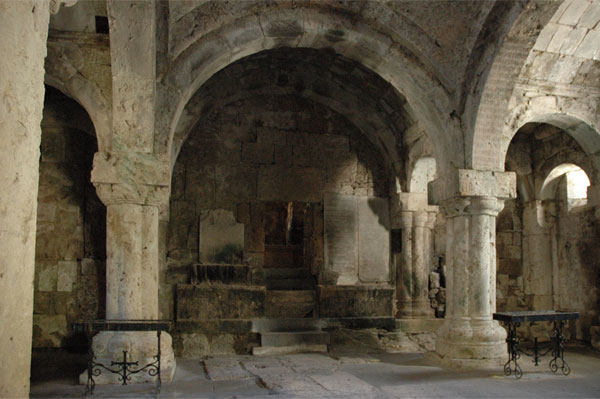
Intérieur du gavit.

### Sourp Stepannos
Érigée en 1244 à l'est de Sourp Grigor, Sourp Stepannos (« Saint-Étienne ») est une petite croix inscrite cloisonnée ouverte à coupole en basalte surmontée d'un tambour cylindrique à coiffe conique. Les façades septentrionale, orientale et méridionale sont percées de niches coquillées reliées par une bande. Elle est aujourd'hui utilisée pour les baptêmes.

### Sourp Astvatsatsine
Sourp Astvatsatsine (« Sainte-Mère-de-Dieu ») est la plus grande église du monastère et a été érigée en 1281 au nord de Sourp Grigor ; cette croix inscrite cloisonnée ouverte dotée de niches (à l'exception de la façade occidentale) est surmontée d'un tambour cylindrique sur pendentifs et à coiffe conique. Ses portes sont décorées d'un double chambranle et de stalactites, tandis que ses fenêtres voient leur cadre complété d'extensions trilobées, tout comme la croix ornant la façade méridionale ; la façade orientale est en outre décorée d'une représentation des donateurs (deux ecclésiastiques, chose rare) encadrant un modèle de l'église et surmontés d'une colombe. Le tambour est quant à lui décoré d'une arcature dont la base combine des motifs triangulaires et sphériques.

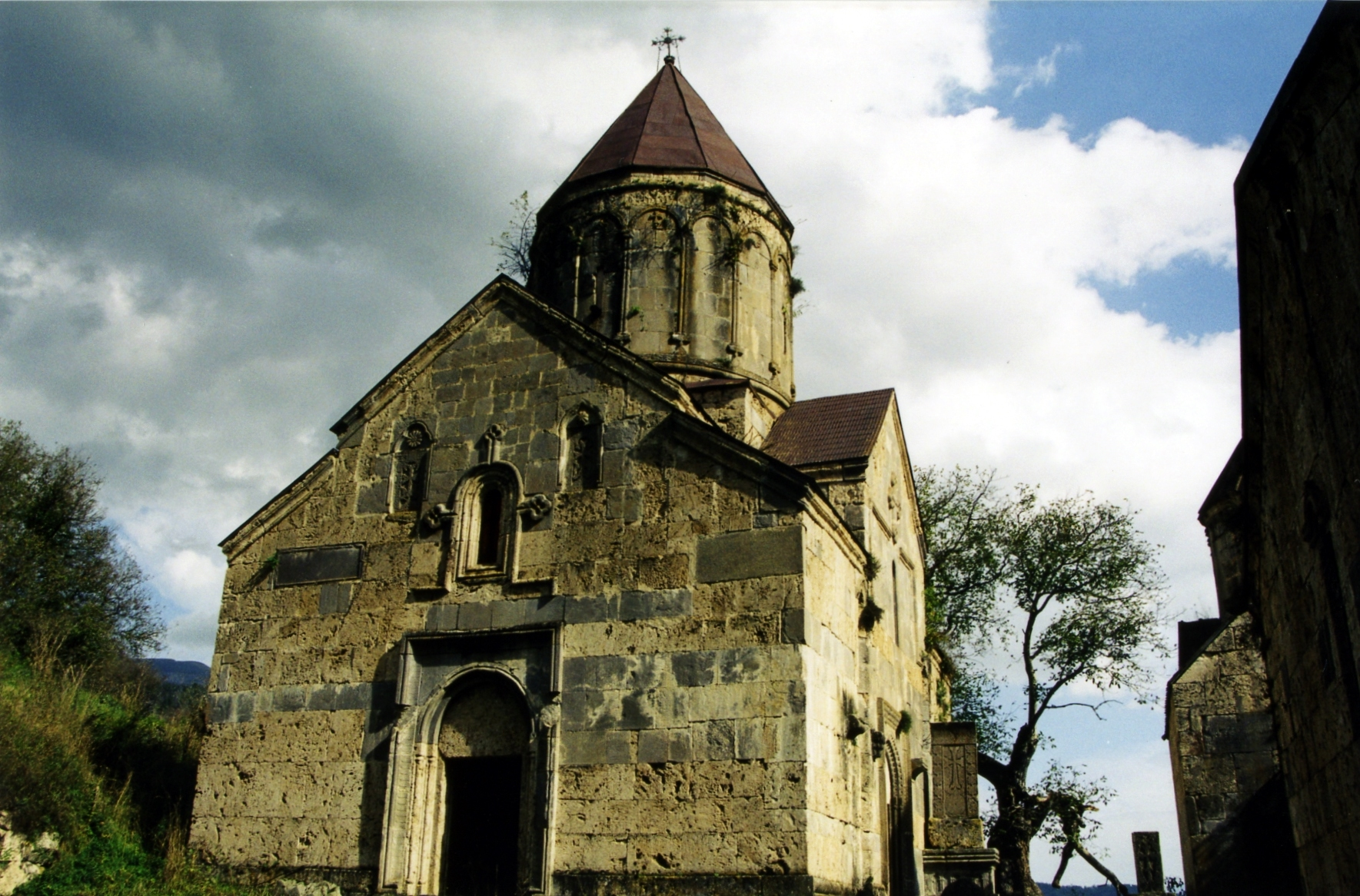
Façade occidentale.
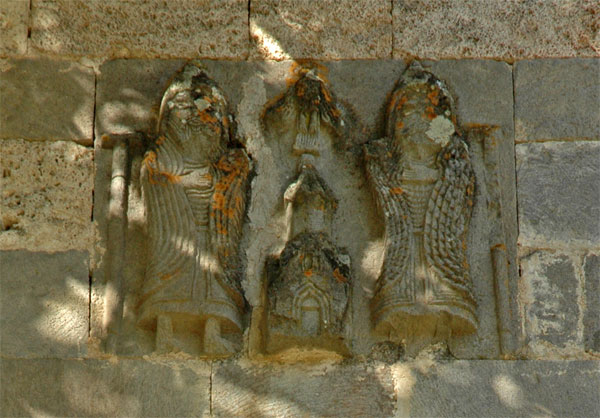
Façade orientale, les donateurs.

À l'intérieur de l'église, un tympan a été déposé : représentant la Vierge adorée par deux personnages, il s'agit peut-être du tympan du gavit de l'église, aujourd'hui en ruine. C'est dans cette église que l'on dit la messe du dimanche à présent.
Enfin, au sud-est de l'église s'élève un noyer qui serait contemporain de sa construction.

### Autres bâtiments
Un réfectoire est érigé en 1248 à flanc de colline, près de l'entrée du site, par l'architecte Minas. Il s'agit d'une longue salle au décor dépouillé et divisée en deux carrés par deux piliers soutenant deux paires d'arcs croisés ; les deux espaces sont chacun surmontés d'une coupole à erdik. La seule décoration intérieure consiste en stalactites et coquilles disposées au bas et sur les côtés des coupoles ; à l'extérieur, la décoration se résume à quelques stalactites au sud-est. Ce réfectoire est aujourd'hui utilisé comme salle des fêtes.

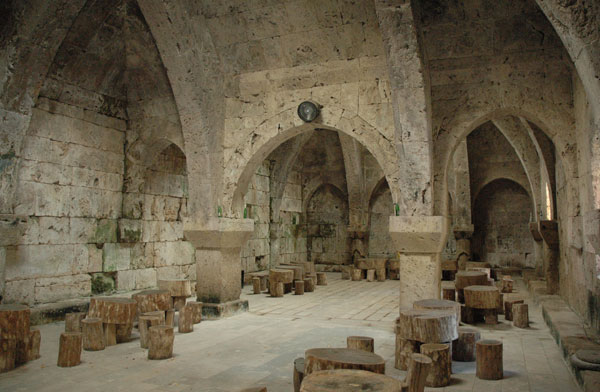
Intérieur du réfectoire.
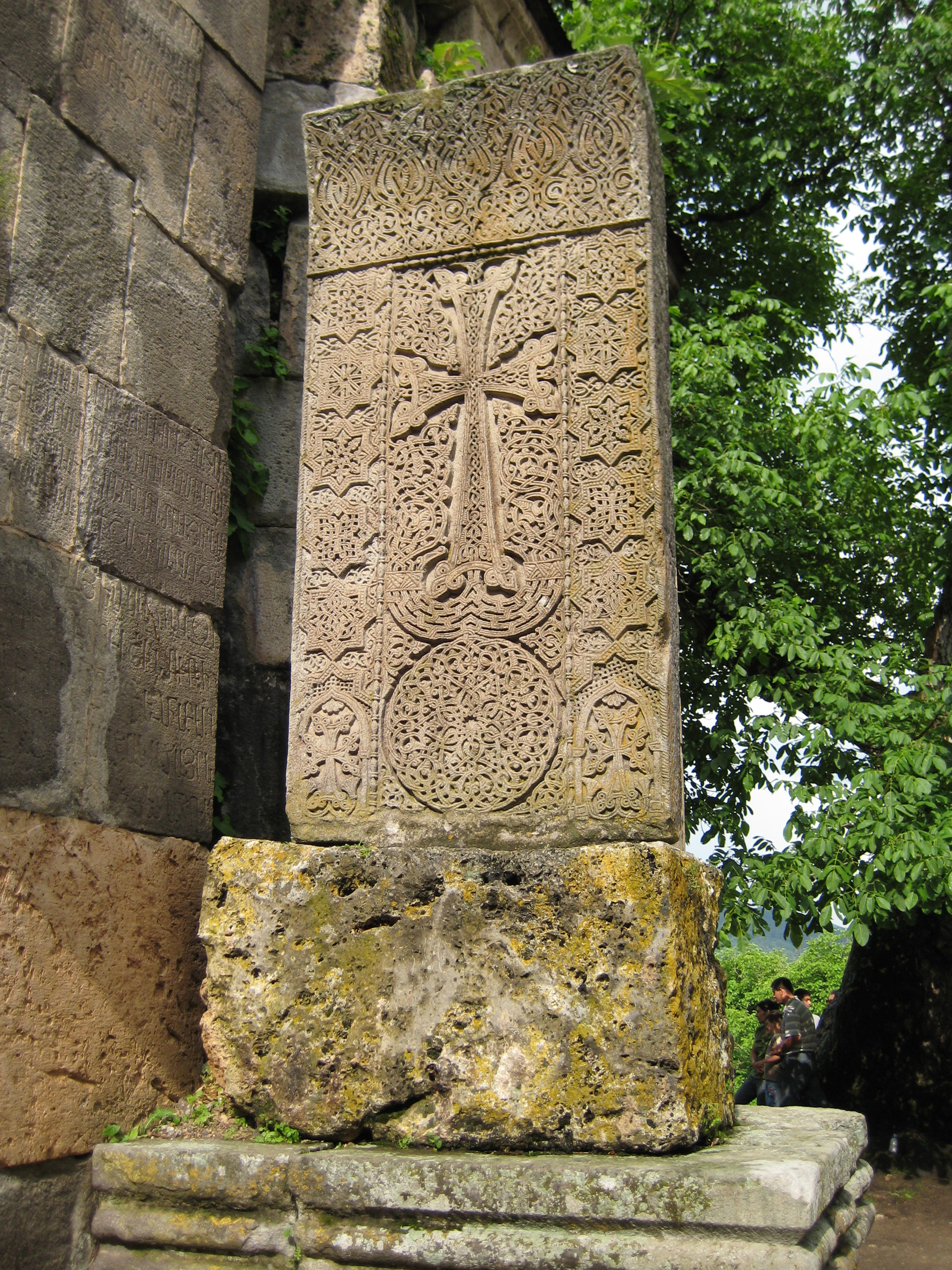
Khatchkar de Poghos.

À l'est du réfectoire se situent les vestiges de divers bâtiments fonctionnels.
Enfin, le site compte de nombreux khatchkars ; en particulier, celui dressé près de la porte méridionale de Sourp Astvatsatsine est l'œuvre du sculpteur Poghos.